# Daniel Carter
Daniel William „Dan“ Carter ONZM (* 5. März 1982 in Leeston, Christchurch, Neuseeland) ist ein ehemaliger neuseeländischer Rugby-Union-Spieler. Er spielte als Verbindungshalb, obwohl er zu Anfang seiner Karriere oft als Innendreiviertel zum Einsatz kam. Mit den All Blacks, der neuseeländischen Nationalmannschaft, gewann er fünfmal die Tri Nations, sechsmal den Bledisloe Cup und zweimal die Rugby-Union-Weltmeisterschaft.
Carter spielte bis 2008 Provinzrugby für die Crusaders in der Super 14 und für Canterbury im Air New Zealand Cup. Carters spielerischer Einfluss hat den Crusaders zu den Super-Rugby-Meistertiteln in den Jahren 2005, 2006 und 2008 verholfen.
Im Anschluss an die Novembertour 2008 der Neuseeländer wechselte Carter nach Frankreich zu USA Perpignan. Er kehrte im Juni 2009 zurück, um an der Vorbereitung zur Weltmeisterschaft 2011 teilzunehmen, die in Neuseeland stattfand. Er ist der erste Spieler der All Blacks, dem ein Aufenthalt im Ausland und die spätere Rückkehr in die Nationalmannschaft erlaubt wurde. In Frankreich konnte er nur fünf Mal eingesetzt werden, da er sich verletzte. Sein Verein gewann die Meisterschaft, ohne dass er an den Ausscheidungsspielen teilnehmen konnte.

## Karriere

### Junioren
Carter war ein Mitglied des Crusaders-Entwicklungskaders im Jahr 2002, der den Titel gewann, und war der Topscorer für Neuseeland bei der U-21 Weltmeisterschaft in Südafrika, mit 72 Punkten (u. a. 25 gegen England).

### Provinzrugby
Er machte sein Provinzdebüt gegen Marlborough im Jahr 2002, und sein Super-14-Debüt für die Crusaders ein Jahr später gegen die Hurricanes.

### International

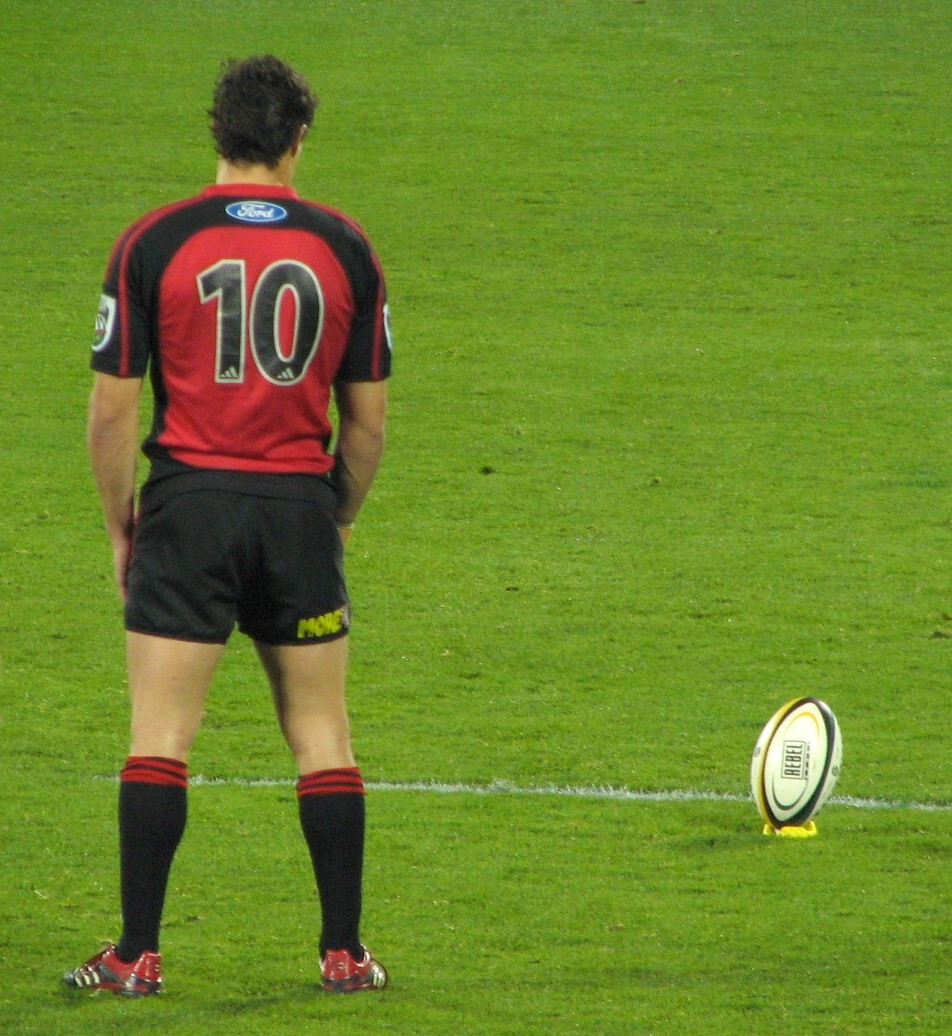
Daniel Carter beim Erhöhungskick für die Crusaders, 2010

Im Jahr 2003 machte Carter im Alter von 21 sein Länderspieldebüt in Hamilton, bei dem er 20 Punkte erzielte. Er wurde dann beim Spiel gegen Frankreich in Christchurch auf die Bank gesetzt, die All Blacks gewannen mit 31 – 23. Er war auch ein Ersatzspieler im Spiel gegen die Wallabies in Sydney, welches die All Blacks 50 – 21 gewannen. Carter war danach in Neuseelands Weltmeisterschaftskader für die Weltmeisterschaft 2003 in Australien, wo er erstmals ernsthafte internationale Aufmerksamkeit bekam. Carter war die meiste Zeit des Turniers auf der Bank, somit hatte Neuseeland keinen spezialisierten Kicker. Er spielte im Spiel gegen Italien in Melbourne sowie bei den Siegen über Kanada und Tonga.
Obwohl er ab 2003 ein All Black ist, hat er sich erst einen Stammplatz auf der Position des Verbindungshalb gesichert und somit Carlos Spencer verdrängt, als die All Blacks 2004 eine Tour durch Großbritannien und Frankreich machten. Seit dem Ende der Tri Nations 2004 spielte er als Innendreiviertel. Nach Carters exzellenter Performance im zweiten Länderspiel der All Blacks gegen die British and Irish Lions, bei der Lions-Tour 2005 in Neuseeland, wurde er als nächster großer Star im Weltrugby angesehen. Carter erzielte zwei Versuche, fünf Straftritte und vier Erhöhungen. Er beendete das Spiel mit 33 Punkten, damit zerschmetterte er den bisherigen All-Black-Rekord von 18 Punkten in einem Lions-Spiel (Carters zweite Hälfte mit insgesamt 22 Punkten hätte schon gereicht, um den Rekord zu brechen).
Im August 2006 landete Carter gegen Südafrika einen Straftritt aus 62 m Entfernung zwischen den Stangen. Es war einer der weitesten Kicks, die jemals während eines Länderspiels notiert wurden. Seine 25 Länderspiel-Versuche sind für einen Verbindungshalb der All Blacks Rekord. In der modernen Rugbyszene wurde er als einer der besten Verbinder angesehen. Im Finale der Weltmeisterschaft 2015 gegen Australien sorgte Carter für die spielentscheidenden Punkte. In einer Spielphase, als die Australier nach einer All-Blacks-Unterzahl auf 4 Punkte herangekommen waren, erzielte er die vorentscheidenden Punkte per Dropkick. Am 20. Februar 2021 erklärte Dan Carter seinen Rückzug vom Rugbysport.

## Auszeichnungen
- 2004 – Kelvin Tremain Memorial Trophy for Player of the Year
- 2004 – Rebel Sport Super 14 Player of the Year
- 2005 – Kelvin Tremain Memorial Trophy for Player of the Year
- 2005 – IRB Player of the Year
- 2006 – Rebel Sport Super 14 Player of the Year
- 2012 – IRB Player of the Year
- 2015 – Man of the Match im Finale der Rugby-Union-Weltmeisterschaft 2015
- 2015 – IRB Player of the Year

## Neben dem Spielfeld
Im November 2006 veröffentlichte Carter ein Buch mit dem Titel Dan Carter: Skills & Performance. Es beinhaltet Geschichten über seine internationale Rugby-Karriere sowie ein Kapitel mit Tipps für jüngere Spieler. Daniel Carter hat außerdem noch als Unterwäschemodell für die Firma Jockey für Aufmerksamkeit außerhalb des Platzes gesorgt.
Carter war die erste Person auf der Welt, die einen PC mit dem Betriebssystem Windows Vista hatte, da er einen Laptop für gute Zwecke ersteigerte.